# Русско-Урский
Русско-Урский — посёлок в Ленинск-Кузнецком районе Кемеровской области. Входит в состав Подгорновского сельского поселения.

## География
Центральная часть населённого пункта расположена на высоте 181 м над уровнем моря.

## Население
| 2010 |
| ---- |
| 134  |

### Половой состав
По данным Всероссийской переписи населения 2010 года, в посёлке Русско-Урский проживало 134 человека (75 мужчин, 59 женщин).